# Senna e Marna
Il Senna e Marna (Seine-et-Marne) è un dipartimento francese parte della regione Île-de-France, di cui rappresenta il 49% del territorio; il capoluogo del dipartimento è la città di Melun.

## Geografia fisica
Il territorio del dipartimento confina con i dipartimenti della Val-d'Oise a nord-ovest, della Senna-Saint-Denis, della Valle della Marna (Val-de-Marne) e dell'Essonne a ovest, del Loiret a sud-ovest, della Yonne a sud, dell'Aube a sud-est, della Marna (Marne) a est, dell'Aisne a nord-est e dell'Oise a nord. 

## Economia
Nel territorio del dipartimento si sviluppa la regione agricola della Brie, che grazie alla presenza di pascoli è nota per la produzione dell'omonimo formaggio. In effetti non si tratta di una stranezza per questo dipartimento, la cui economia è ancora oggi fortemente legata allo sfruttamento agricolo e dei pascoli.

## Storia
Il dipartimento è stato creato in seguito alla rivoluzione francese, il 4 marzo 1790, grazie all'applicazione di una legge del 22 dicembre 1789 che aveva lo scopo di suddividere le province francesi in istituzioni territoriali.

## Monumenti e luoghi d'interesse
- Castello di Brie-Comte-Robert
- Castello di Fontainebleau
- Castello di Vaux-le-Vicomte
- Castello di Champs-sur-Marne
- Castello di Ferrières-en-Brie
- Castello di Nemours

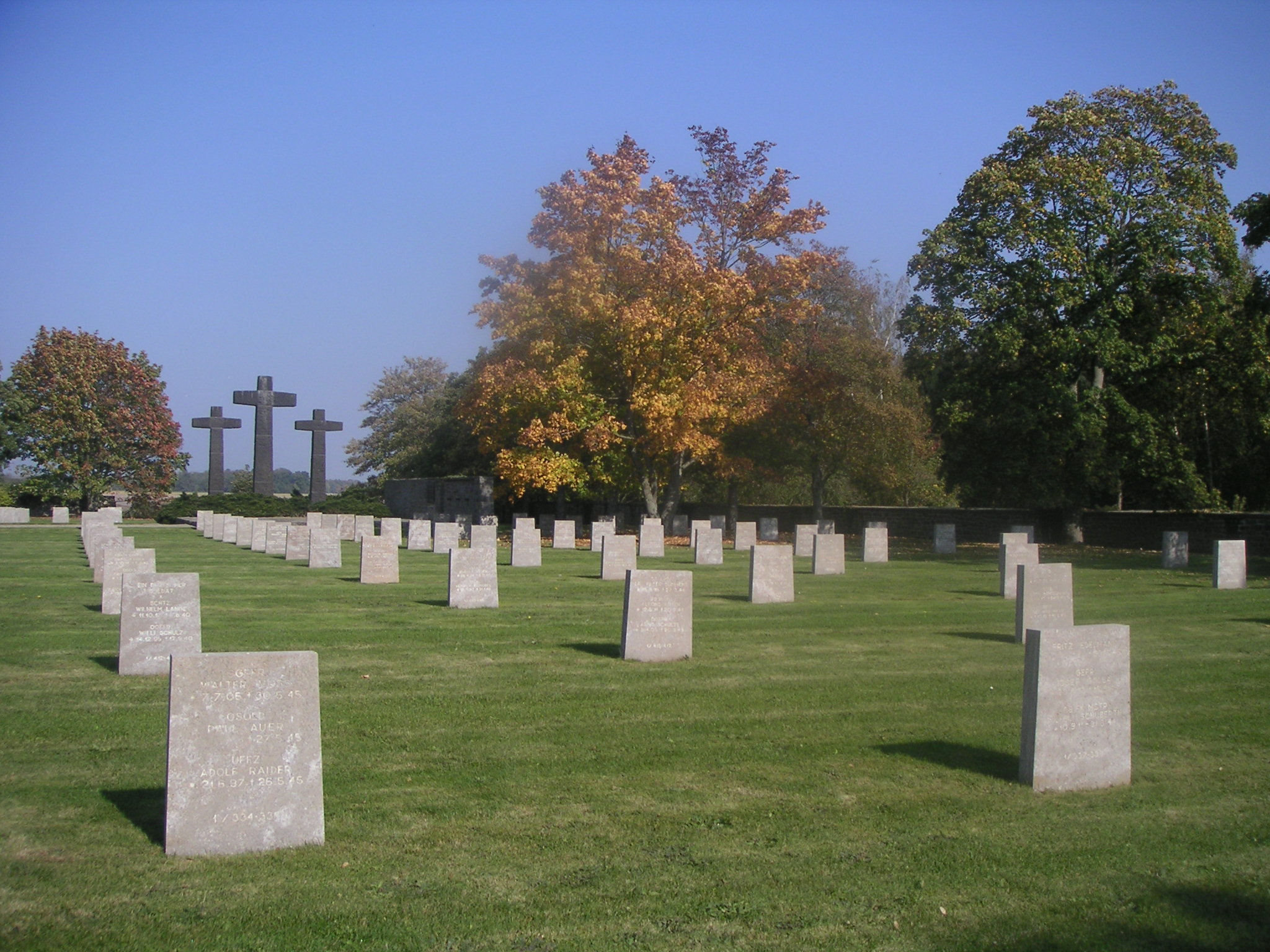
Cimitero militare di Solers

- Cittadella medioevale di Provins
- Sito archeologico di Châteaubleau
- Cittadella medioevale di Blandy-les-Tours
- Cattedrale di Meaux
- Foresta di Fontainebleau
- Disneyland Paris

## Geografia antropica

### Città principali
Le principali città, oltre al capoluogo Melun, sono Fontainebleau, Meaux, Provins, Coulommiers, Nemours e Torcy.

## Amministrazione
Il dipartimento è amministrato dal Consiglio dipartimentale della Senna e Marna.

### Gemellaggi
Orlando

## Sport

### Baseball
Nel baseball la città di Sénart è rappresentata in prima divisione del campionato francese, il Championnat de France de baseball dal club Templiers de Sénart, il quale ha vinto un titolo nazionale nel 2014.